# Municipio de Pleasant (condado de Clark, Ohio)
El municipio de Pleasant (en inglés: Pleasant Township) es un municipio ubicado en el condado de Clark en el estado estadounidense de Ohio. En el año 2010 tenía una población de 3238 habitantes y una densidad poblacional de 29,49 personas por km².

## Geografía
El municipio de Pleasant se encuentra ubicado en las coordenadas 39°58′35″N 83°36′18″O / 39.97639, -83.60500. Según la Oficina del Censo de los Estados Unidos, el municipio tiene una superficie total de 109.81 km², de la cual 109.18 km² corresponden a tierra firme y (0.58%) 0.63 km² es agua.

## Demografía
Según el censo de 2010, había 3238 personas residiendo en el municipio de Pleasant. La densidad de población era de 29,49 hab./km². De los 3238 habitantes, el municipio de Pleasant estaba compuesto por el 97.22% blancos, el 0.4% eran afroamericanos, el 0.28% eran amerindios, el 0.25% eran asiáticos, el 0.06% eran isleños del Pacífico, el 0.06% eran de otras razas y el 1.73% pertenecían a dos o más razas. Del total de la población el 0.56% eran hispanos o latinos de cualquier raza.